# Goldau
Goldau är en ort i kommunen Arth i kantonen Schwyz, Schweiz. Orten är en järnvägsknut uppbyggd kring järnvägsstationen Arth-Goldau. Goldau har 6 099 invånare (2019).
Orten ligger väster om Lauerzersee, i en dalen mellan Rigi och Rossberg. Den är känd för en större djurpark.

## Historia
Ortsnamnet är känt sedan år 1306 (Goltowe). Ett bergskred från Rossberg år 1806 fordrade 457 dödsoffer och förstörde byn och dess omgivning. Den första järnvägsstationen byggdes 1878.

## Kommunikationer
Vid järnvägsstationen Arth-Goldau i byn möts huvudjärnvägarna till Zürich, Luzern-Basel, Milano och Sankt Gallen. Här börjar en kuggstångsbana till Rigi.
Orten har avfart för motorvägen A4.